# Böhl-Iggelheim
Böhl-Iggelheim ist eine verbandsfreie Gemeinde im zu Rheinland-Pfalz gehörenden Rhein-Pfalz-Kreis und gemessen an der Einwohnerzahl dessen fünftgrößte Ortsgemeinde. Böhl-Iggelheim, Teil der Metropolregion Rhein-Neckar, ist gemäß Landesplanung als Grundzentrum ausgewiesen.

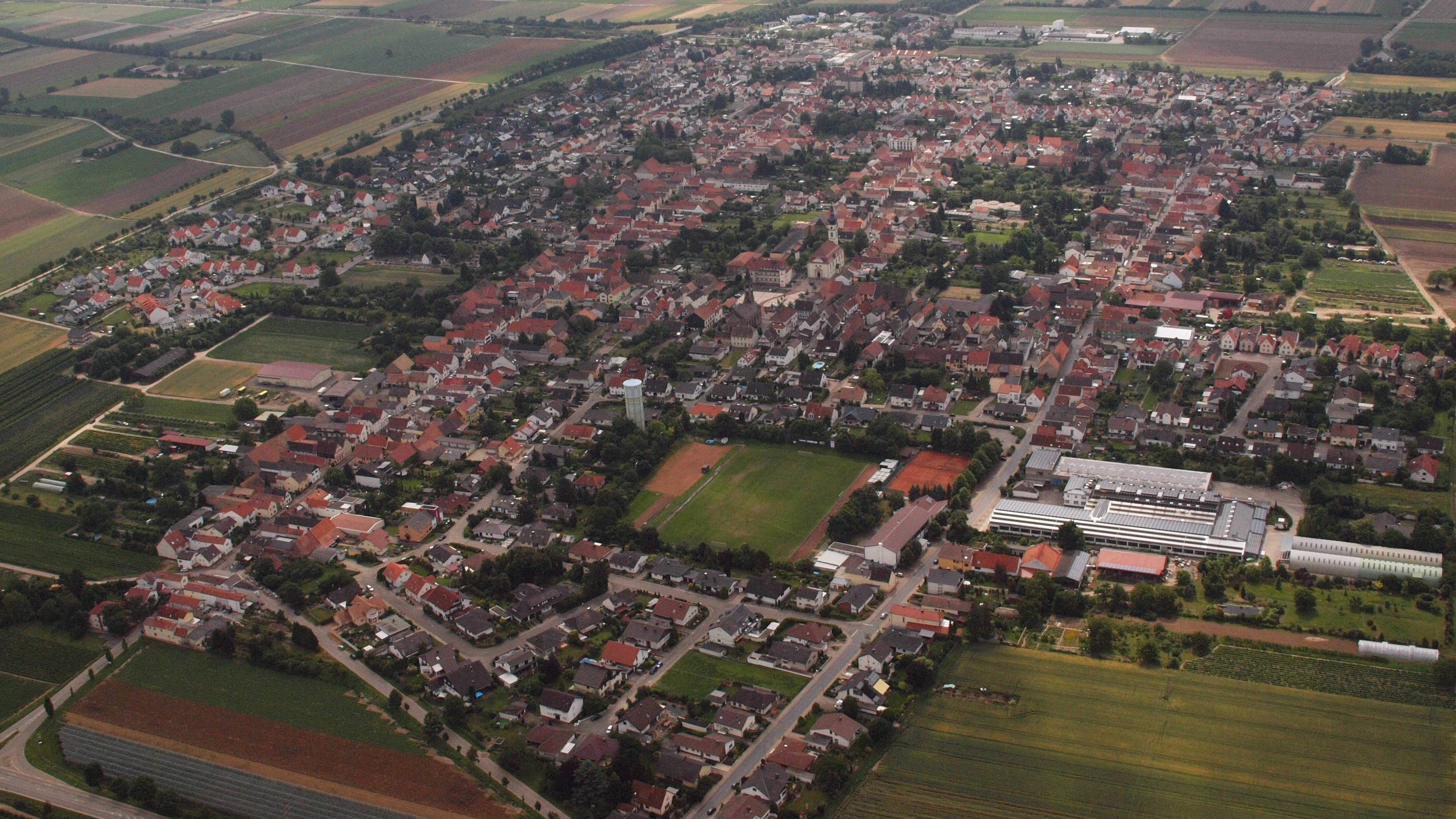
Gesamtansicht des Ortsteils Böhl

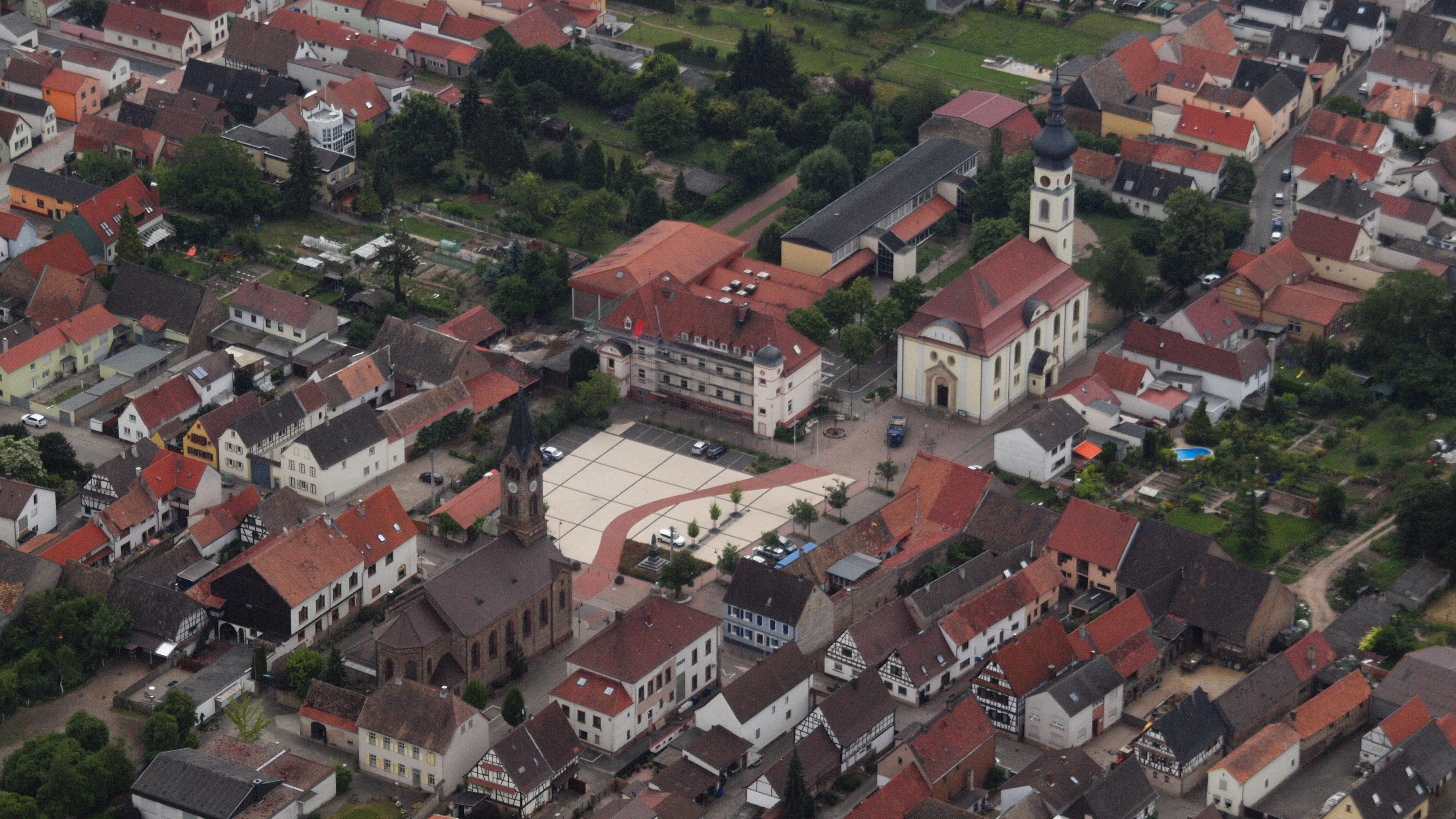
Zentrum des Ortsteils Böhl

## Geographie

### Geographische Lage
Böhl-Iggelheim liegt in der oberrheinischen Tiefebene in der Nähe von Ludwigshafen am Rhein und Mannheim (25 km), Speyer (11 km), Neustadt an der Weinstraße (15 km) und Bad Dürkheim (12 km). Die Gemarkung grenzt im Südosten an den Ordenswald zwischen Iggelheim und Speyer.

### Nachbargemeinden
Im Norden grenzt Böhl-Iggelheim an die Gemeinden Hochdorf-Assenheim und Dannstadt-Schauernheim, im Osten an Schifferstadt, im Südosten, jenseits des Speyerer Waldes, an Dudenhofen und Hanhofen, im Westen an die im Landkreis Bad Dürkheim gelegenen Gemeinden Haßloch und Meckenheim. Südöstlich von Böhl-Iggelheim liegt die Stadt Speyer, die jedoch nicht an die Gemeinde Böhl-Iggelheim grenzt, sondern von ihr durch ein schmales Gemeindegebiet Dudenhofens getrennt ist.

### Gemeindegliederung
Die Gemeinde setzt sich aus den Ortsteilen Böhl im Norden und Iggelheim im Süden zusammen. Zu Böhl gehören auch die Wohnplätze Buhilohof, Erlenhof, Ostergewannenhof und Steigerthof, zu Iggelheim die Wohnplätze Eichschwalbe, Waldschänke und Römerhof. Südlich von Iggelheim erstreckt sich ein Areal mit Wochenendhäusern.

### Gewässer
Durch Iggelheim fließen der Rehbach, der Landwehrgraben und der Steinbach. Im Süden der Gemeindegemarkung verlaufen der Kandelgraben und der Ranschgraben. Im östlichen Gemeindegebiet befindet sich der Niederwiesenweiher.

## Geschichte

### Geschichte bis zur Vereinigung
Böhl entstand im 7./8. Jahrhundert als fränkische Gründung und wurde 780 das erste Mal in einer Schenkungsurkunde im Lorscher Codex unter dem Namen Buhilo erwähnt. Der Name, der so viel wie „Anhöhe“ bedeutet, ist seit 1602 in der heutigen Form belegt.
Iggelheim wurde wahrscheinlich im 7. Jahrhundert gegründet, die erste gesicherte Erwähnung stammt aus einer Urkunde des Klosters Weißenburg in der Form „Uchelnheim“ im Jahr 991. Der Name wandelte sich von Ugelnheim über Ygelnheim bis zur seit dem 19. Jahrhundert verwendeten heutigen Form.
Beide Dörfer gehörten ursprünglich zum fränkischen Stammesherzogtum, dann zum deutschen Königsland und behielten bis 1330 ihren reichsunmittelbaren Status. Zusammen mit Haßloch und wahrscheinlich auch Iggelheim wurde Böhl dann von Kaiser Ludwig dem Bayern an die Pfalzgrafen Rudolf II. und Ruprecht I. verpfändet. Bis zum Beginn der französischen Herrschaft 1797 blieb Böhl und Iggelheim unter kurpfälzischer Herrschaft, lediglich unterbrochen durch die Zugehörigkeit zum Herzogtum Pfalz-Zweibrücken von 1410 bis 1507. 1379 wurden die Orte von den Pfalzgrafen an die Grafen von Leiningen weiter verpfändet. In den Auseinandersetzungen zwischen dem Herzog von Pfalz-Zweibrücken und den mit ihn verbündeten Leininger Grafen mit Kurfürst Friedrich I. kam es im Januar 1460 zur Brandschatzung von Kandel, Haßloch, Böhl und Iggelheim durch kurfürstliche Truppen. Im Dreißigjährigen Krieg wurden Böhl und Iggelheim mehrmals von durchziehenden Söldnerheeren (Spanier, Schweden) geplündert und teilweise niedergebrannt.
Nach dem Ende der französischen Herrschaft gehörten die Gemeinden Böhl und Iggelheim zum Bezirksamt Speyer im Rheinkreis, der späteren Pfalz (Bayern). 1886 wurde der Teil des Bezirksamts Speyer, zu dem unter anderem Böhl und Iggelheim gehörten, in das neu gebildete Bezirksamt Ludwigshafen aufgenommen, aus dem schließlich 1939 der Landkreis Ludwigshafen am Rhein, heute Teil des Rhein-Pfalz-Kreises, hervorging.
Von 1930 bis 1934 entstand die Wasserversorgung des Ortes, deren Kernstück der markante Wasserturm Böhl ist.

### Seit dem Zusammenschluss
Die Gemeinde Böhl-Iggelheim entstand im Zuge ersten rheinland-pfälzischen Verwaltungsreform am 7. Juni 1969 durch den Zusammenschluss in Form von Neubildung aus den bis dahin selbständigen Gemeinden Böhl und Iggelheim.
Im Sommer 2001 verübten Neonazis Brandanschläge auf die sich auf der Grünfläche neben der Regionalschule befindlichen Karavansiedlungen von ca. 30 Sinti und Roma. Durch eine Notiz in der ARD-Sendung Tagesschau rückte Iggelheim somit kurz ins nationale Rampenlicht und galt als Beispiel neuer rechtsradikaler Übergriffe. Da die Wohnwägen nach den Übergriffen völlig unbewohnbar waren, wurden die Bewohner unter Schutz gestellt und in Asylbewerberheime in der Umgebung verlegt. Allerdings schob man ca. 17 der 28 Sinti und Roma im Jahr 2003 in ihre Heimatländer ab. Die Brandstifter konnten nie identifiziert und zur Rechenschaft gezogen werden.
Im April 2002 fand eine Menschenkette als demonstrativer Akt gegen die US-Außenpolitik statt. Etwa 300 Menschen – darunter Kirchengruppen, Orchester und Privatpersonen – knüpften ein symbolisches Band entlang der Umgehungsstraße zwischen Böhl und Iggelheim.

## Bevölkerung

### Einwohnerstatistik
Die erste überlieferte Einwohnerzahl von Böhl nennt 110 Haushalte und damit 400–500 Einwohner im Jahr 1550, die im Bereich der heutigen Kirchenstraße, wahrscheinlich auch der Haupt- und Ludwigstraße siedelten. Bis zum Ende des 17. Jahrhunderts änderte sich daran nicht viel, für 1685 werden 75 Haushalte angegeben. Bis zur Mitte des 18. Jahrhunderts war dann das Straßenquadrat Kirchenstraße/Hauptstraße/Ludwigstraße/Bismarckstraße vollständig ausgebildet, für 1785 wird die Zahl von 901 Einwohnern genannt. Mit dem Ende der Zuzugsbeschränkungen (1797) ist die Bevölkerungszahl stark angewachsen, 1815 wurden 1200 Einwohner gezählt, im Jahre 1840 1595 Einwohner. Danach blieb die Einwohnerzahl wie auch die Ausdehnung des Dorfes bis etwa 1900 weitgehend unverändert, 1900 gab es mit 1752 nur wenig mehr Einwohner als 60 Jahre zuvor. Die Anfang des 20. Jahrhunderts anschließende Ausdehnung erfolgte in Richtung Süden zum Bahnhof an der Eisenbahnstrecke Ludwigshafen—Neustadt. Ende des Zweiten Weltkrieges hatte Böhl dann 3064 Einwohner. Später wurden im Gebiet zwischen Bahnlinie und altem Ortskern sowie östlich davon Neubaugebiete angelegt, bis 1987 ist die Einwohnerzahl auf 3836 gestiegen.
Iggelheim entwickelte sich aus einem regionstypischen Straßendorf mit der Kirche am einen und dem Rathaus am anderen Ende der einzigen besiedelten Straße, hier der Langgasse. Im 16. Jahrhundert wohnten in Iggelheim etwa 250 Einwohner, diese Zahl dürfte sich im darauf folgenden Jahrhundert auch kaum verändert haben. Eine Ausdehnung des Ortes setzte dann mit dem Wiederaufbau nach dem Pfälzischen Erbfolgekrieg ein. Ein weiterer rapider Bevölkerungsanstieg erfolgte Anfang des 19. Jahrhunderts nach Aufhebung der Zuzugsbeschränkungen. Danach blieb die Bevölkerungszahl bis 1900, als Iggelheim etwa 2200 Einwohner hatte, weitgehend konstant, bevor es erneut zu einem Bevölkerungswachstum kam. Ende des Ersten Weltkrieges hatte der Ort 2800 Einwohner, 1938 waren es 3412. Nach dem Zweiten Weltkrieg hatte sich die bebaute Fläche bis heute nochmals verdoppelt, 1968 lebten hier 5500 Einwohner, 1987 waren es 6551.

### Konfessionsstatistik
Mit Stand 30. Juni 2005 waren von den Einwohnern 46,7 % evangelisch, 32,9 % römisch-katholisch und 20,4 % waren konfessionslos oder gehörten einer anderen Glaubensgemeinschaft an. 2013 waren 42,6 % der Einwohner evangelisch und 30,7 % katholisch. Der Anteil der katholische und evangelische Kirchenmitglieder an der Gesamtbevölkerung ist seitdem weiter gesunken. Derzeit (Stand 30. April 2025) sind von den Einwohnern 31,8 % evangelisch, 22,8 % katholisch und 45,4 % sind konfessionslos oder gehören einer anderen Glaubensgemeinschaft an.

### Religion
Die protestantischen Kirchengemeinden
Im Unterschied zur politischen Gemeinde Böhl-Iggelheim sind die protestantischen Kirchengemeinden in den Ortsteilen Böhl und Iggelheim unabhängig, auch wenn beide zur Verbandspfarrei Schifferstadt, zum Kirchenbezirk Speyer und der Evangelischen Kirche der Pfalz (Protestantische Landeskirche) gehören. Die protestantischen Kirchengemeinden Böhl (ca. 1800 Mitglieder) und Iggelheim (ca. 3000 Mitglieder) werden von jeweils einem Pfarrer betreut. Die „Evangelische Christusgemeinde Böhl-Iggelheim“ (ehemals „Landeskirchliche Gemeinschaft Iggelheim“) ist eine selbstständige Gemeinde mit ca. 40 Mitgliedern. Sie wird von einem Gemeindepastor betreut. Insgesamt sind 4800 Einwohner evangelisch.
Die jüdische Gemeinde
In Böhl-Iggelheim bestand eine jüdische Gemeinde bis 1940. Ihre Entstehung geht in die Zeit des 18. Jahrhunderts zurück. 1744 wohnten in Iggelheim drei jüdische Familien, in Böhl war es erst eine Familie. Sie bestatteten ihre Toten auf dem jüdischen Friedhof in Haßloch. In Böhl wurde eine Höchstzahl jüdischer Einwohner um 1848 mit 79 Personen in 15 Familien erreicht. Durch Aus- und Abwanderung ging die Zahl rasch zurück. Bis 1910 zogen alle vom Ort fort. In Iggelheim wurde die Höchstzahl 1866 mit 44 jüdischen Gemeindegliedern erreicht. Hier setzte die Aus- und Abwanderung nicht in derselben Weise wie in Böhl ein, sodass hier um 1900 noch 34 jüdische Personen gezählt wurden. 1933 wurden in Böhl-Iggelheim noch 16 jüdische Einwohner gezählt, 1938 14 oder 15. Erst nach den Ereignissen der Pogromnacht zogen einige dieser Personen fort. Sieben Iggelheimer Juden wurden im Oktober 1940 in das Camp de Gurs deportiert und wurden später in Vernichtungslagern des Ostens ermordet. Die in Böhl im Dezember 1840 eingeweihte Synagoge wurde beim Novemberpogrom 1938 geschändet und im Innern völlig verwüstet, bevor sie 1941 abgerissen wurde. Inzwischen erinnert ein Gedenkstein an die Synagoge. In Reminiszenz an die während des Dritten Reichs deportierten Juden wurden im 2015 vor Ort Stolpersteine verlegt.

## Politik
Bei Bundestagswahlen gehört die Gemeinde seit 2002 zum Wahlkreis Ludwigshafen/Frankenthal, davor zum Wahlkreis Ludwigshafen. Bei Landtagswahlen ist die Gemeinde seit 1991 in den Wahlkreis Mutterstadt integriert.

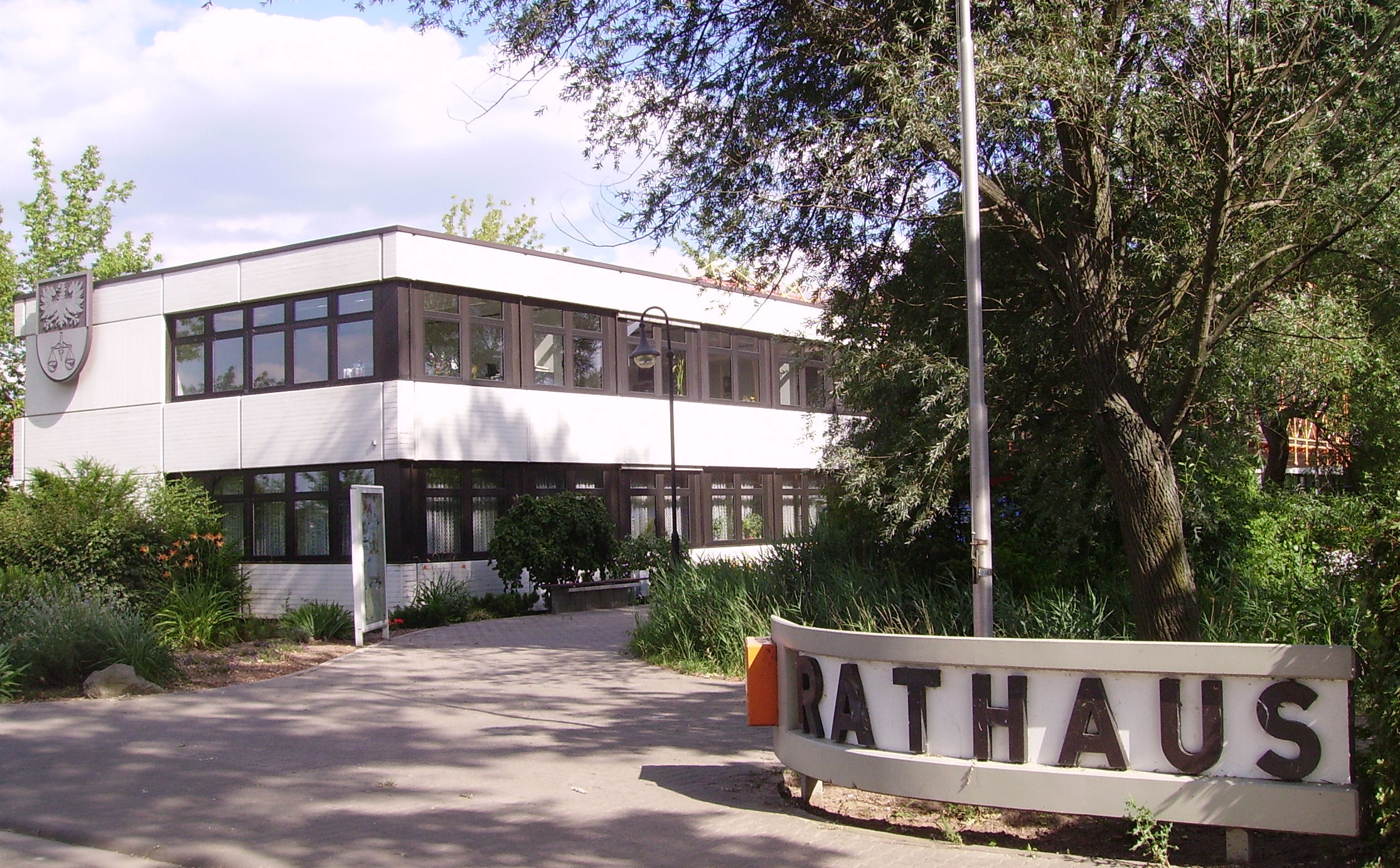
Rathaus

### Gemeinderat
Der Gemeinderat in Böhl-Iggelheim besteht aus 28 ehrenamtlichen Ratsmitgliedern, die bei der Kommunalwahl am 9. Juni 2024 in einer personalisierten Verhältniswahl gewählt wurden, und dem hauptamtlichen Bürgermeister als Vorsitzenden.
Sitzverteilung:
| Wahl | SPD | CDU | GRÜNE | AfD | FDP | FWG | BIL | Gesamt   |
| ---- | --- | --- | ----- | --- | --- | --- | --- | -------- |
| 2024 | 5   | 10  | 3     | 5   | –   | 5   | –   | 28 Sitze |
| 2019 | 6   | 9   | 5     | 4   | –   | 4   | –   | 28 Sitze |
| 2014 | 9   | 11  | 3     | –   | –   | 4   | 1   | 28 Sitze |
| 2009 | 9   | 10  | 2     | –   | 1   | 4   | 2   | 28 Sitze |
| 2004 | 10  | 10  | 2     | –   | –   | 4   | 2   | 28 Sitze |

- FWG = Freie Wählergemeinschaft Böhl-Iggelheim e. V.
- BIL = Böhl-Iggelheimer Liste e. V.

### Bürgermeister
Peter Christ (CDU) wurde 2007 Bürgermeister von Böhl-Iggelheim. Bei der Direktwahl am 21. September 2014 wurde er mit einem Stimmenanteil von 62,3 % und am 12. Juni 2022 mit einem Stimmenanteil von 60,3 % für jeweils weitere acht Jahre in seinem Amt bestätigt.

### Wappen

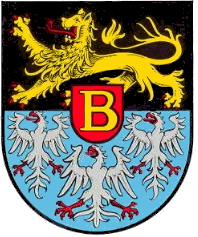
Böhl
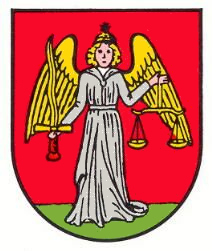
Iggelheim

| Wappen von Böhl-Iggelheim | Blasonierung: „Von Blau und Gold geteilt, oben ein rotbewehrter silberner Adler, unten eine rote Waage.“ |
| Wappen von Böhl-Iggelheim | Wappenbegründung: Es wurde 1973 von der Bezirksregierung Neustadt genehmigt und enthält Elemente der historischen Wappen von Böhl und Iggelheim. - Der Leininger Adler erinnert an das Kondominat mit der Kurpfalz, zu dem Böhl gehörte. - Die Waage entstammt einem Iggelheimer Gerichtssiegel aus dem 18. Jahrhundert, das den Erzengel Michael mit Schwert und Waage darstellte. |

### Gemeindepartnerschaften
Seit 1991 wird eine Partnerschaft mit Wahagnies bei Lille (Frankreich) gepflegt, seit 2004/2005 mit Schlanders in Südtirol (Italien).
Seit 1992 unterhält der Hilfsverein Kinder von Shitkowitschi – Leben nach Tschernobyl eine Partnerschaft mit der Region um die Stadt Shitkowitschi (Ukraine).

## Kultur und Sehenswürdigkeiten

### Sehenswürdigkeiten

Böhl
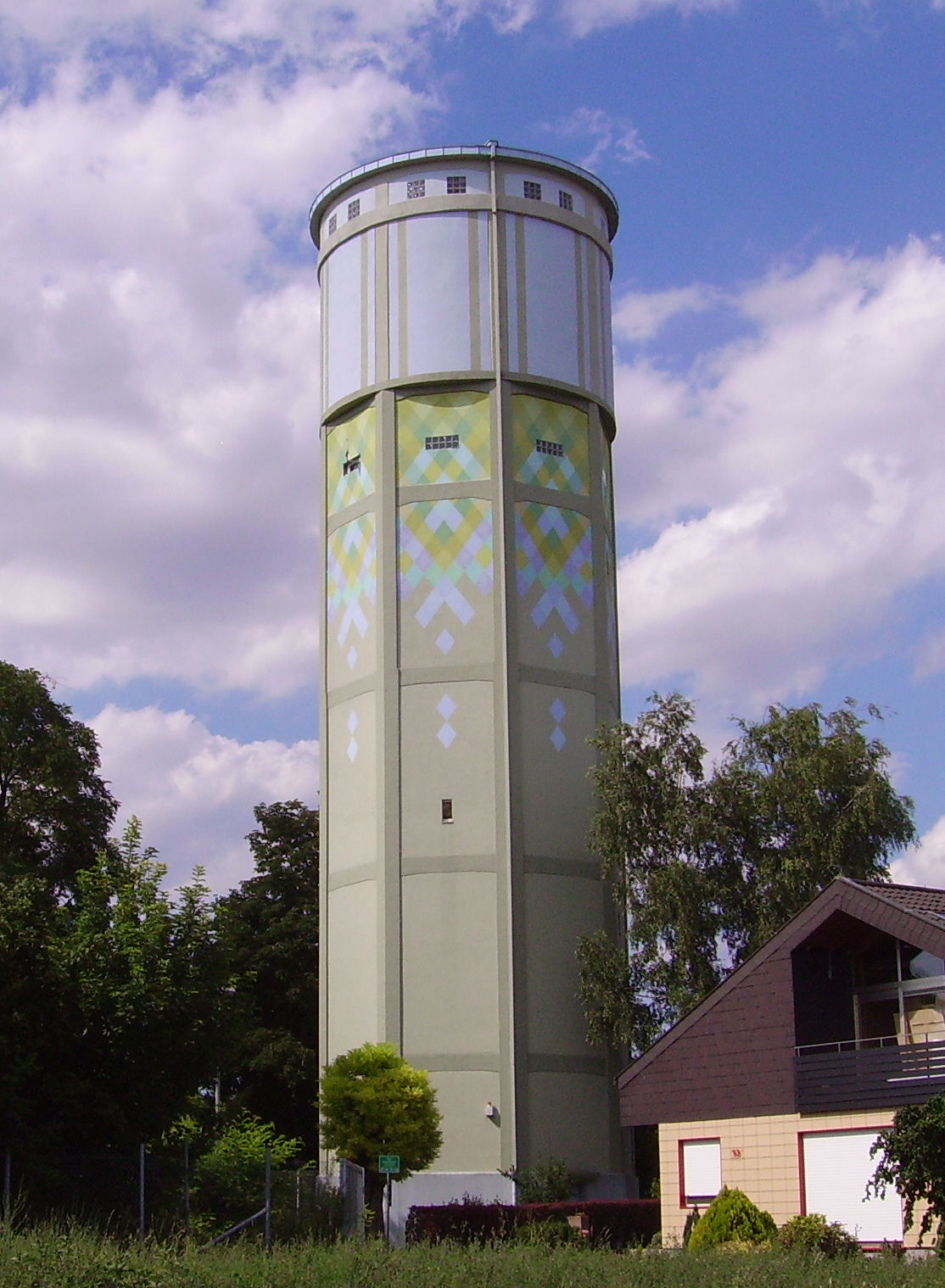
Wasserturm
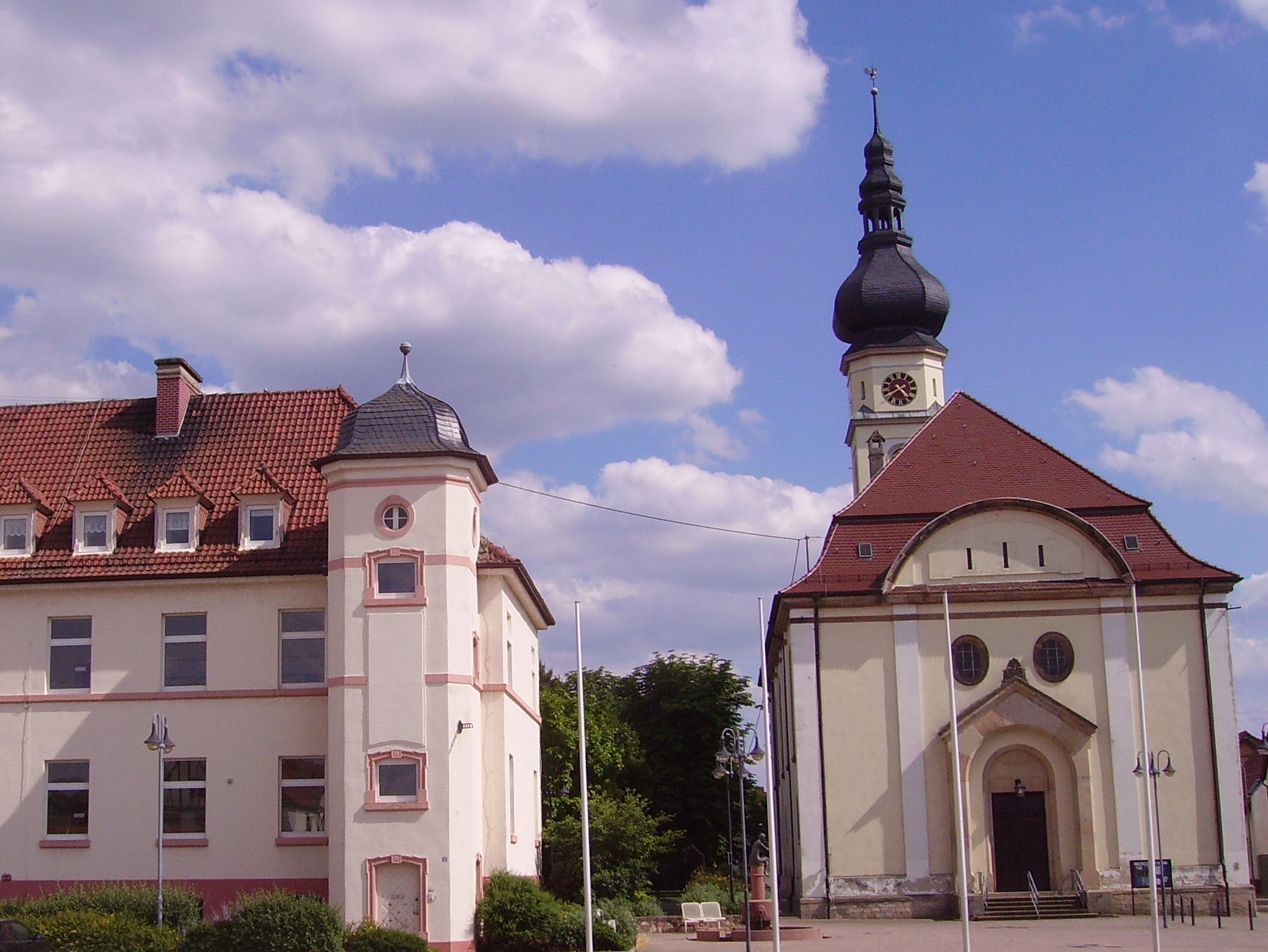
Schulhaus und protestantische Barockkirche
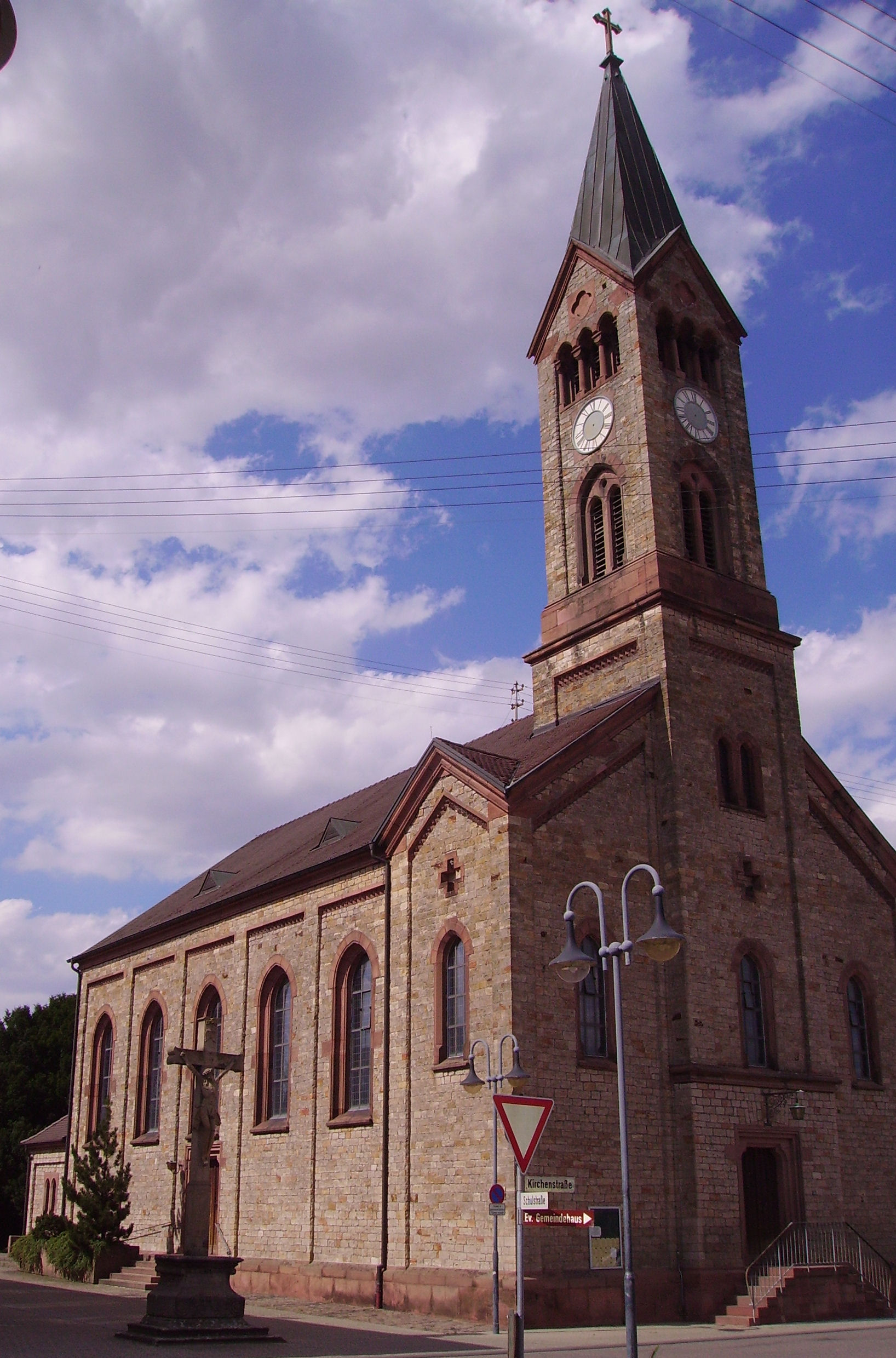
Katholische Kirche

#### Ortsteil Böhl
- Wasserturm Böhl
- Dorfplatz mit Barockkirche, Schulhaus und alten Fachwerkhäusern, Schulstraße
- Katholische Kirche, Kirchenstraße
- Ältestes Wohnhaus im Landkreis in der Kirchenstraße 17 (erbaut 1581)
- Denkmalgeschützte Fachwerkhäuser, Hauptstraße, Kirchenstraße
- Jüdische Gedenkstätte der zerstörten Synagoge

#### Ortsteil Iggelheim

Iggelheim
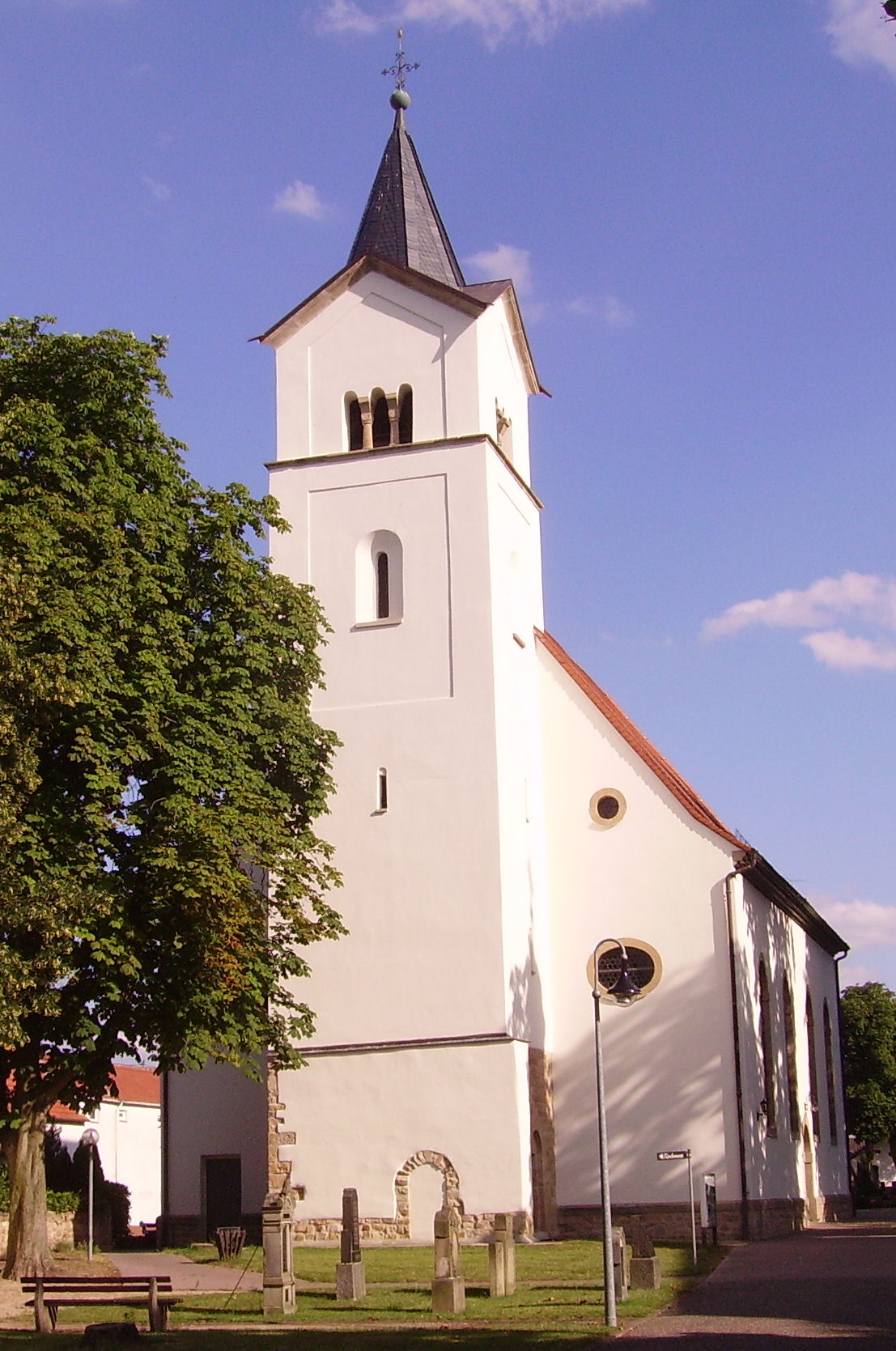
Protestantische Kirche
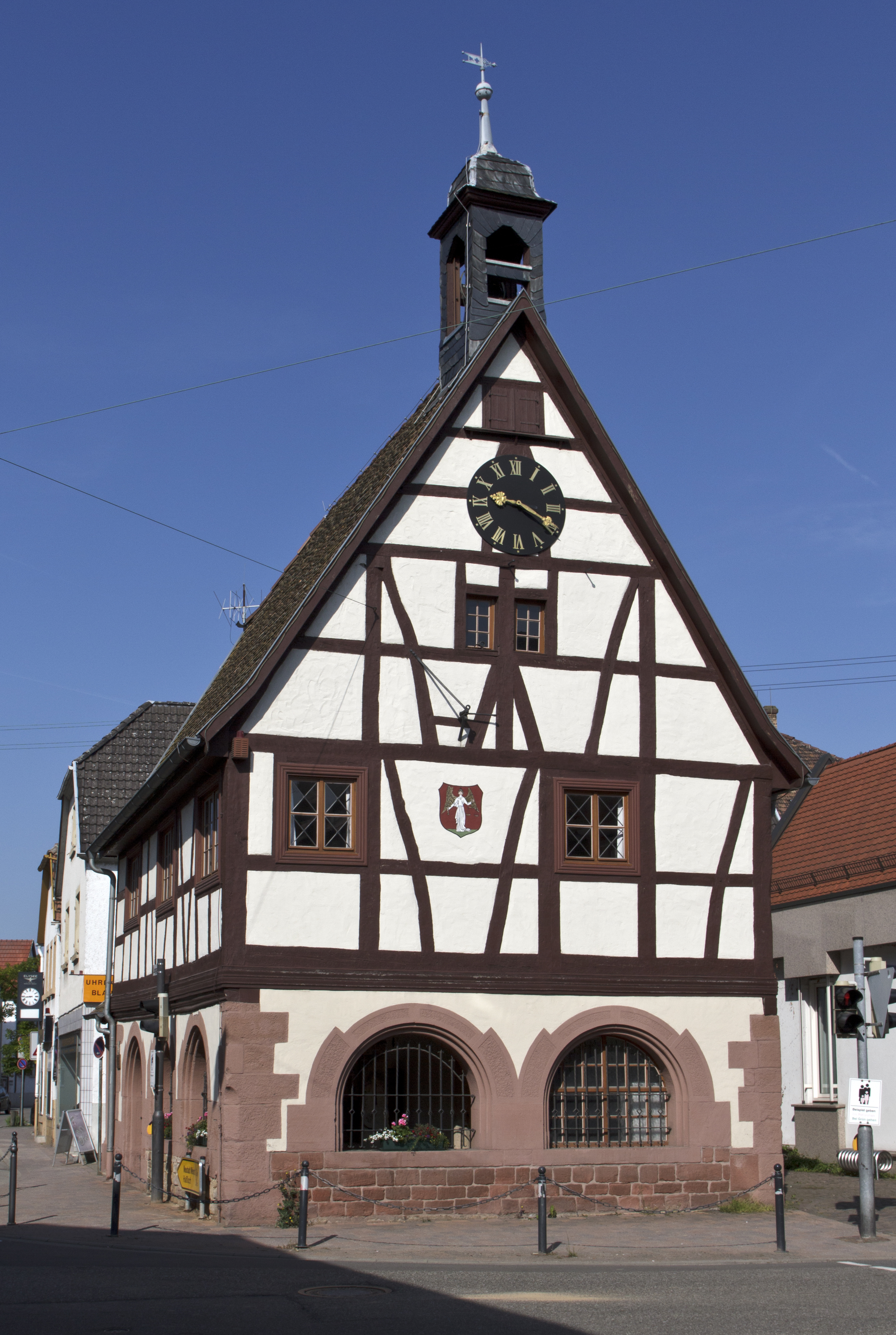
Heimatmuseum
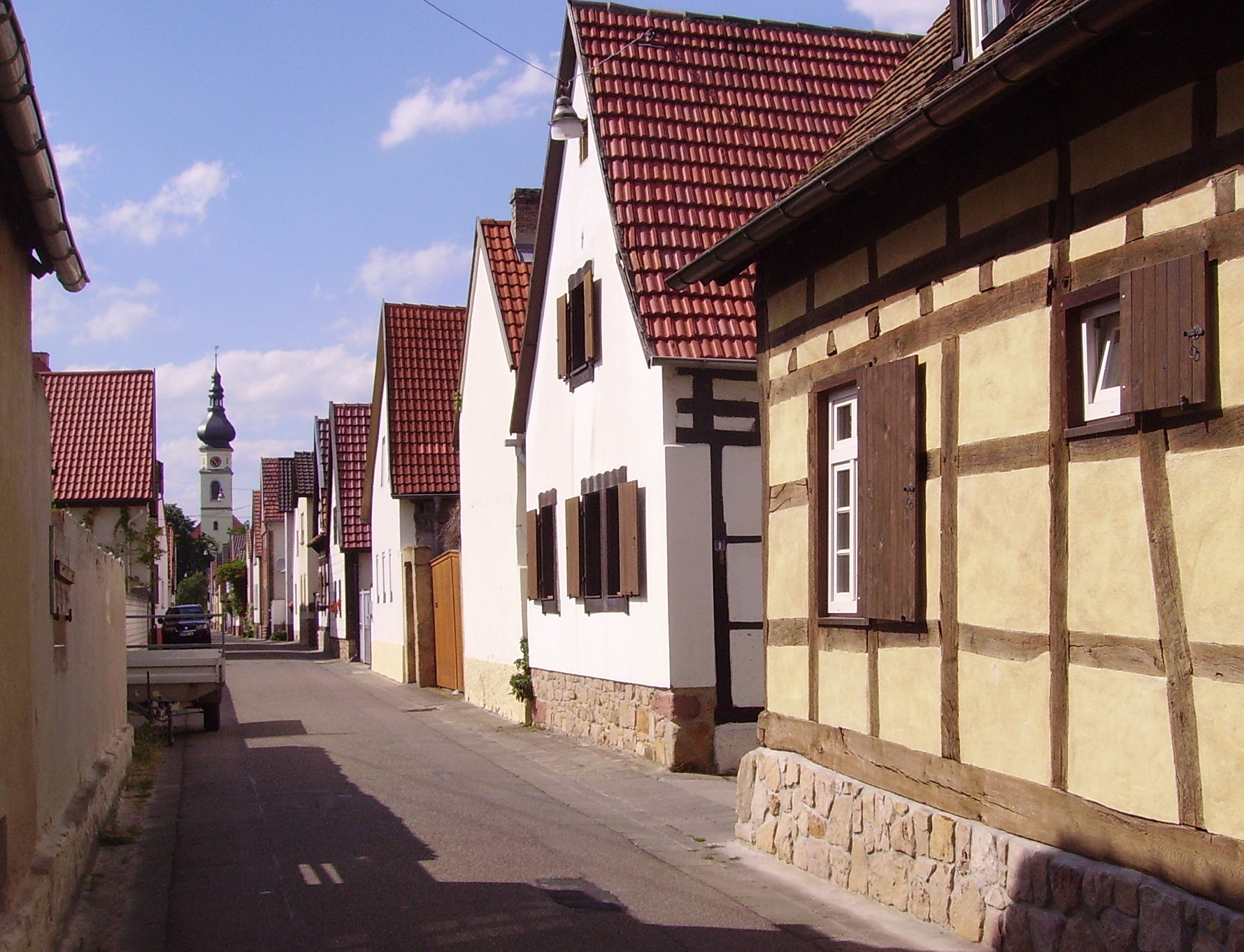
Gasse mit Fachwerkhaus in Böhl
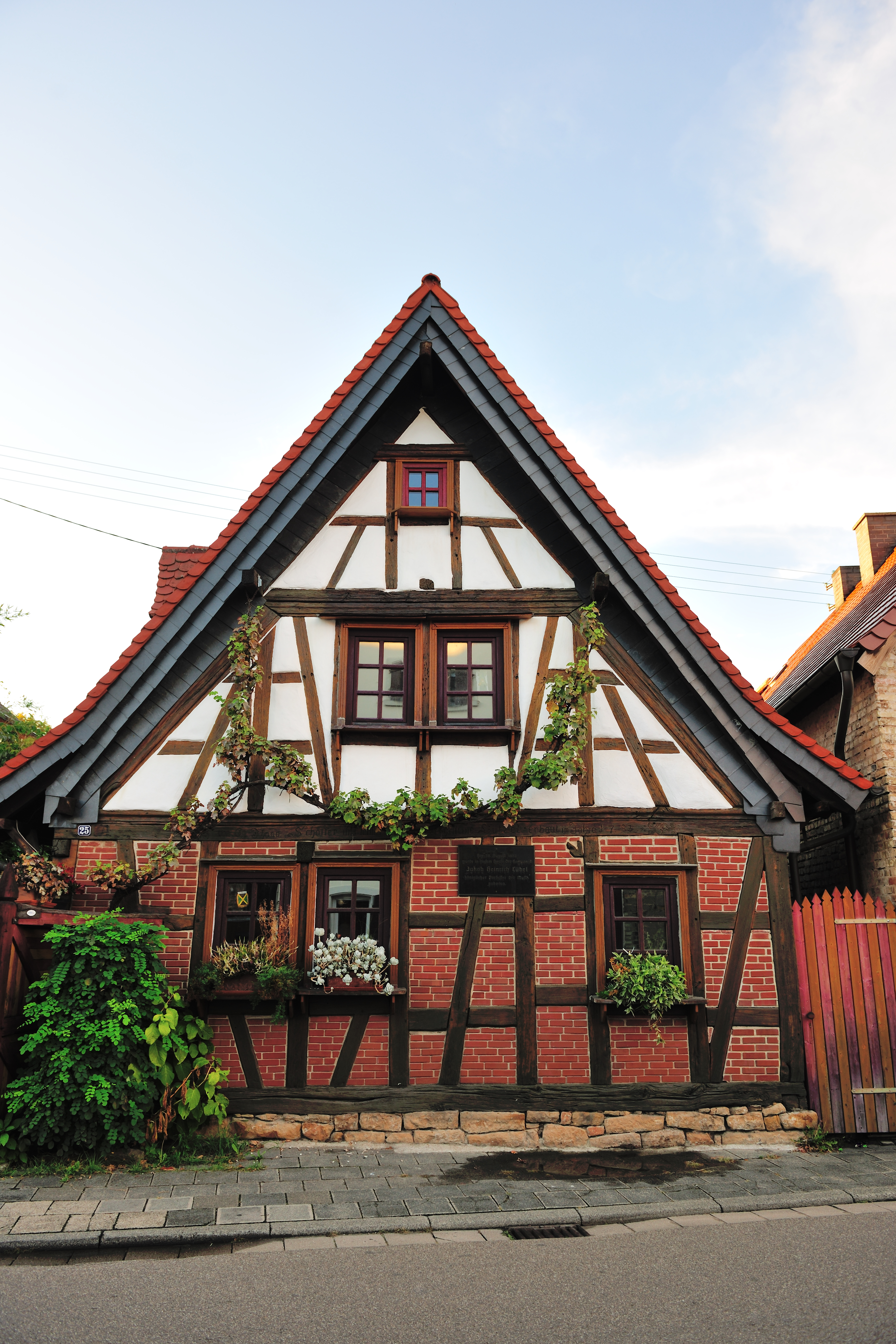
Geburtshaus von Jakob Heinrich Lützel
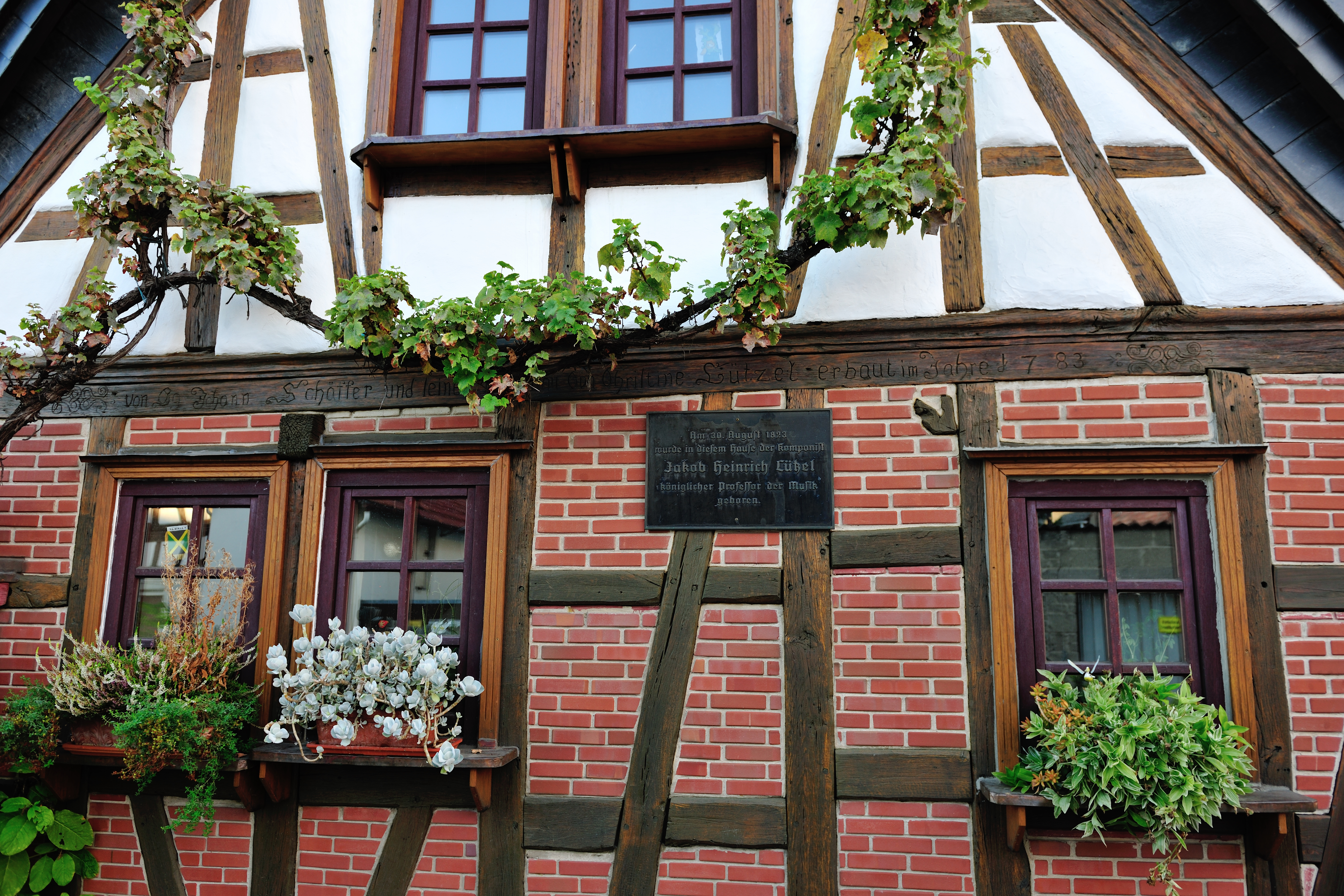
Inschrift im Balken vom Lützelhaus
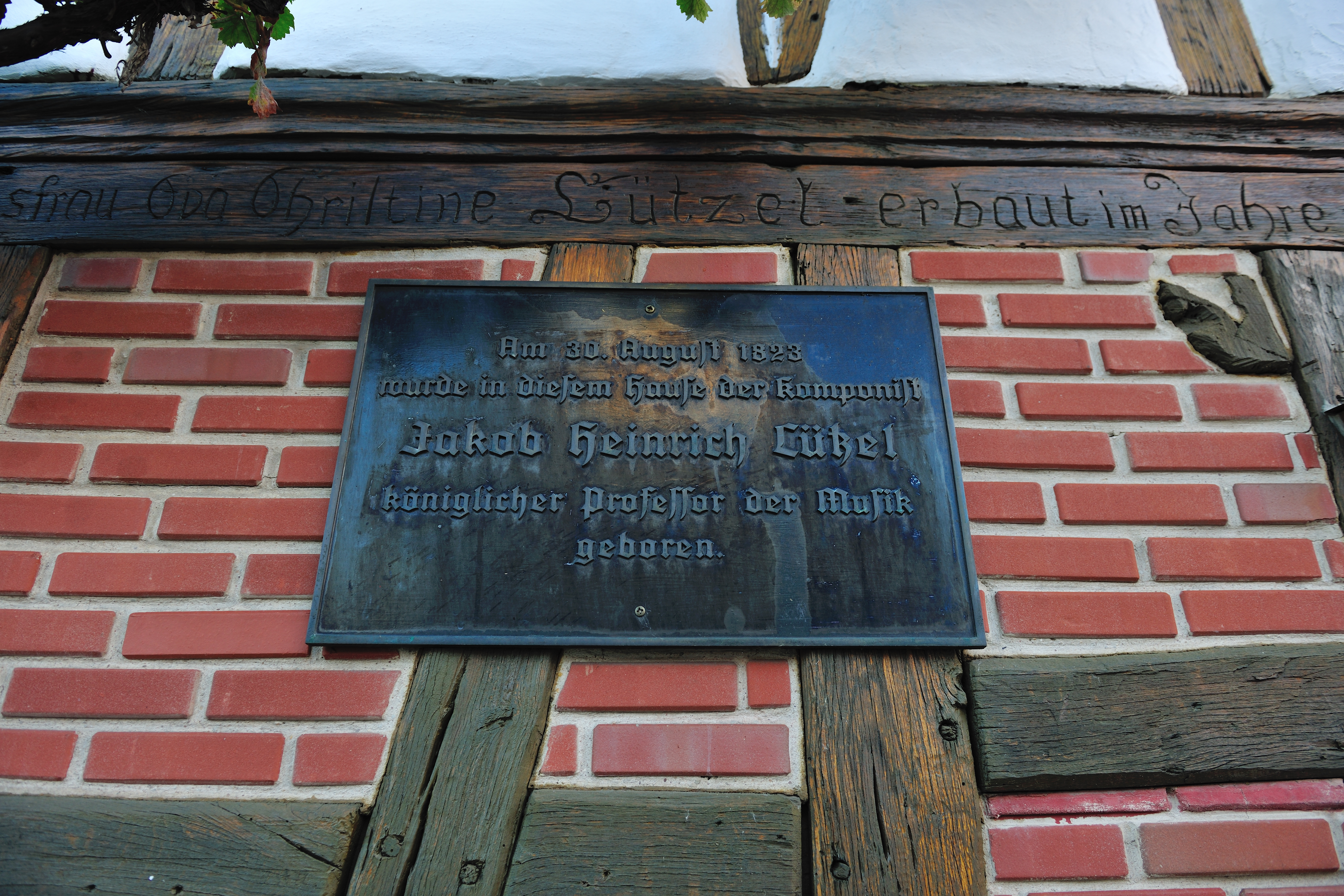
Gedenktafel am Lützelhaus

- Altes Rathaus in Iggelheim mit Heimatmuseum (1569), Langgasse 2
- Altes Schulhaus (heute Heimatmuseum), Haßlocher Straße 2
- Geburtshaus von Jakob Heinrich Lützel, Lützelstraße 25
- Protestantische Kirche, Haßlocher Straße (auf dem Friedhofsgelände), Turm (ca. 1000), Schiff (1756)
- Denkmalgeschützte Fachwerkhäuser, Buschgasse, Langasse
- Gedenkstein an Kriegsgefangenenlager Rheinwiesenlager gegenüber Wasgau
- Gefallenendenkmal vor der Grundschule in der Langasse
- Jüdische Grab- und Gedenkstätte
- Römisch-katholische Kirche

Darüber hinaus sind in beiden Ortsteilen viele Fachwerkhäuser erhalten geblieben, teilweise aus dem 16. Jahrhundert.
Siehe auch: Liste der Kulturdenkmäler in Böhl-Iggelheim

### Natur

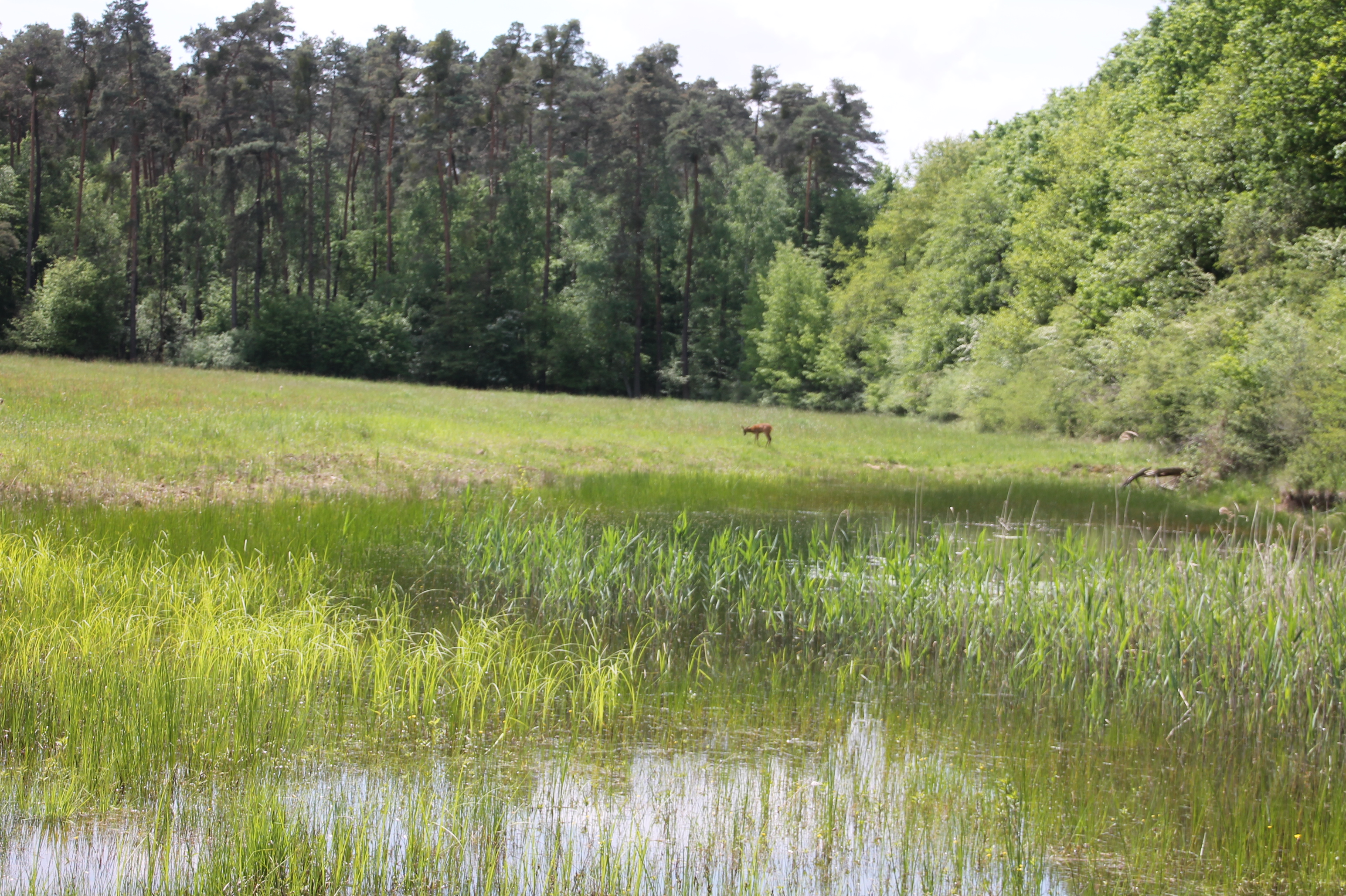
Naturschutzgebiet Böhler Bruch-Kandelwiese (Mai 2016)

Vor Ort befinden sich insgesamt sechs Naturdenkmale. Innerhalb der Gemeindegemarkung erstrecken sich die Naturschutzgebiete Böhler Bruch-Kandelwiese und Lehenbruch. Zudem befindet sich vor Ort der Vogelpark Böhl-Iggelheim.

### Vereine
- Angelsportverein Kellmetschweiher[15]
- Fußballclub Palatia[16]
- Radfahrerclub Vorwärts[17]
- Sängervereinigung Iggelheim[18]
- Schützenvereinigung 1953/60 Iggelheim[19]
- Tennisclub Böhl-Iggelheim[20]
- TSV Iggelheim.[21] Neben dem üblichen Angebot von Breitensportarten für alle Altersklassen besitzt der Verein eine eigene Karneval-Abteilung, die Igglemer Bessem
- Verein für Bewegungsspiele Iggelheim[22]
- Vereinigte Turnerschaft Böhl[23]
- VDH Hunde Iggelheim

### Veranstaltungen
Anfang April findet am Laetare-Sonntag jährlich der Laetare-Umzug Iggelheim statt.

## Wirtschaft und Infrastruktur

### Wirtschaft
Das auf Bibliothekssoftware spezialisierte Unternehmen OCLC – ehemals BOND – hat eine wichtige Niederlassung in Böhl-Iggelheim. Außerdem sind die Firmen Presswerk Böhl und SÜDWEST Lacke + Farben ansässig.

### Verkehr

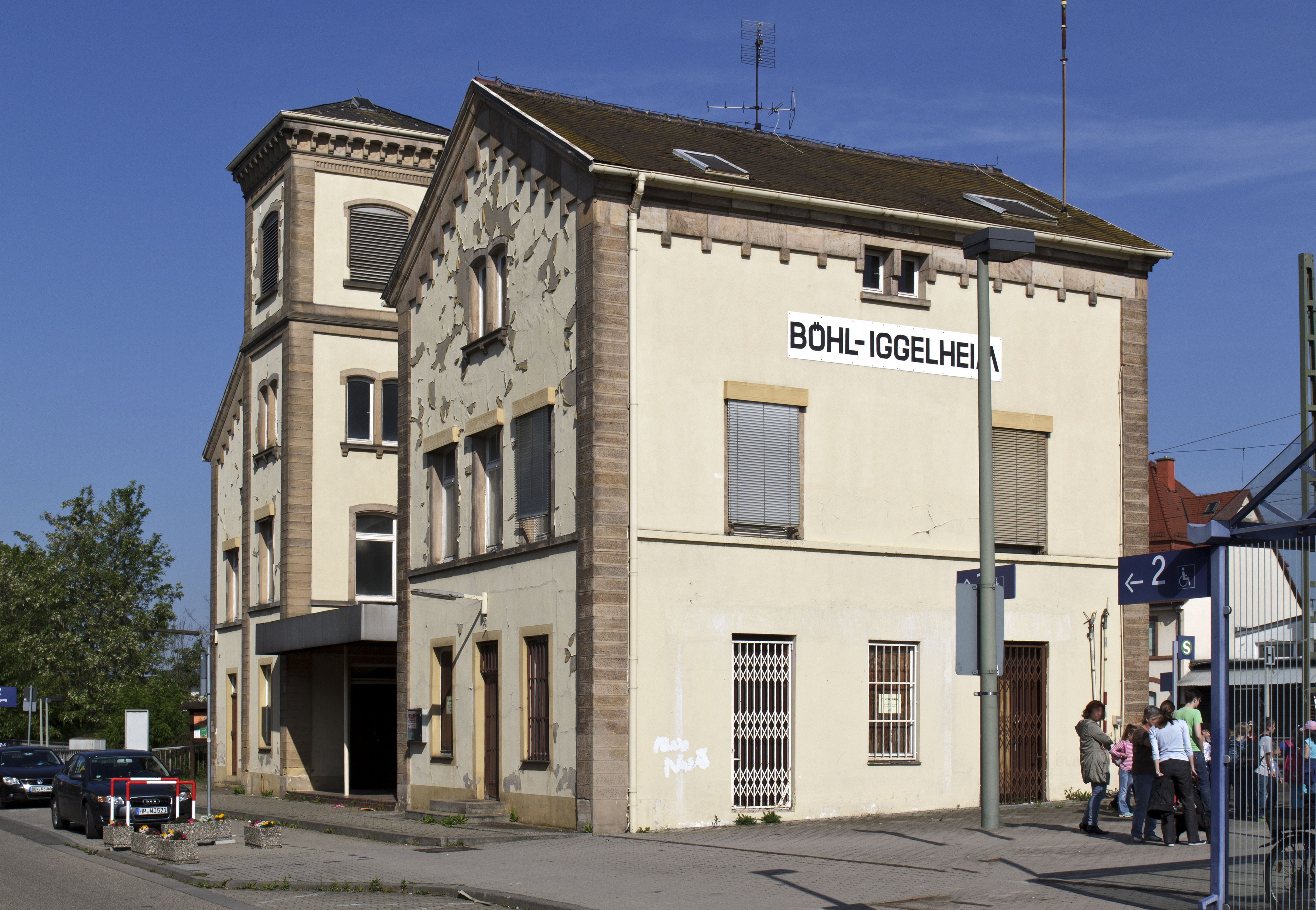
Der Bahnhof im Ortsteil Böhl

Böhl-Iggelheim verfügt über gute Verkehrsanbindungen in Richtung des Zentrums der Region (Mannheim/Ludwigshafen/Heidelberg), sei es durch die A 65, A 61 oder die S-Bahn RheinNeckar. Die S-Bahn Linien S1, S2, sowie am Morgen und Abend die S3 und S4, fahren in den Hauptverkehrszeiten alle 15 Minuten vom Bahnhof im Ortsteil Böhl ab, der an der Bahnstrecke Mannheim–Saarbrücken liegt.
Die Buslinie 507 führt ebenfalls durch die Gemeinde und schafft eine Verbindung nach Neustadt sowie Haßloch. Die Landesstraße 528 stellt eine Verbindung mit Niederkirchen bei Deidesheim sowie Speyer her und die Landesstraße 532 eine solche von Neustadt an der Weinstraße sowie Limburgerhof. Die Kreisstraße 16 führt nach Haßloch und die Kreisstraße 18 nach Hochdorf-Assenheim.

### Öffentliche Einrichtungen
- Rathaus
- Jugendzentrum JUZ
- Wahagnieshalle
- Evangelische und Katholische Gemeindezentren
- Katholische Gemeindebücherei

### Schulen
- Jakob-Heinrich-Lützel-Grundschule Iggelheim
- Johannes-Fink-Grundschule Böhl
- Peter-Gärtner-Realschule plus
- Standort der FHS (Kreisvolkshochschule)

### Organisation
Die Gemeinde gehört zum Bezirk des Amtsgerichts Speyer.

### Tourismus

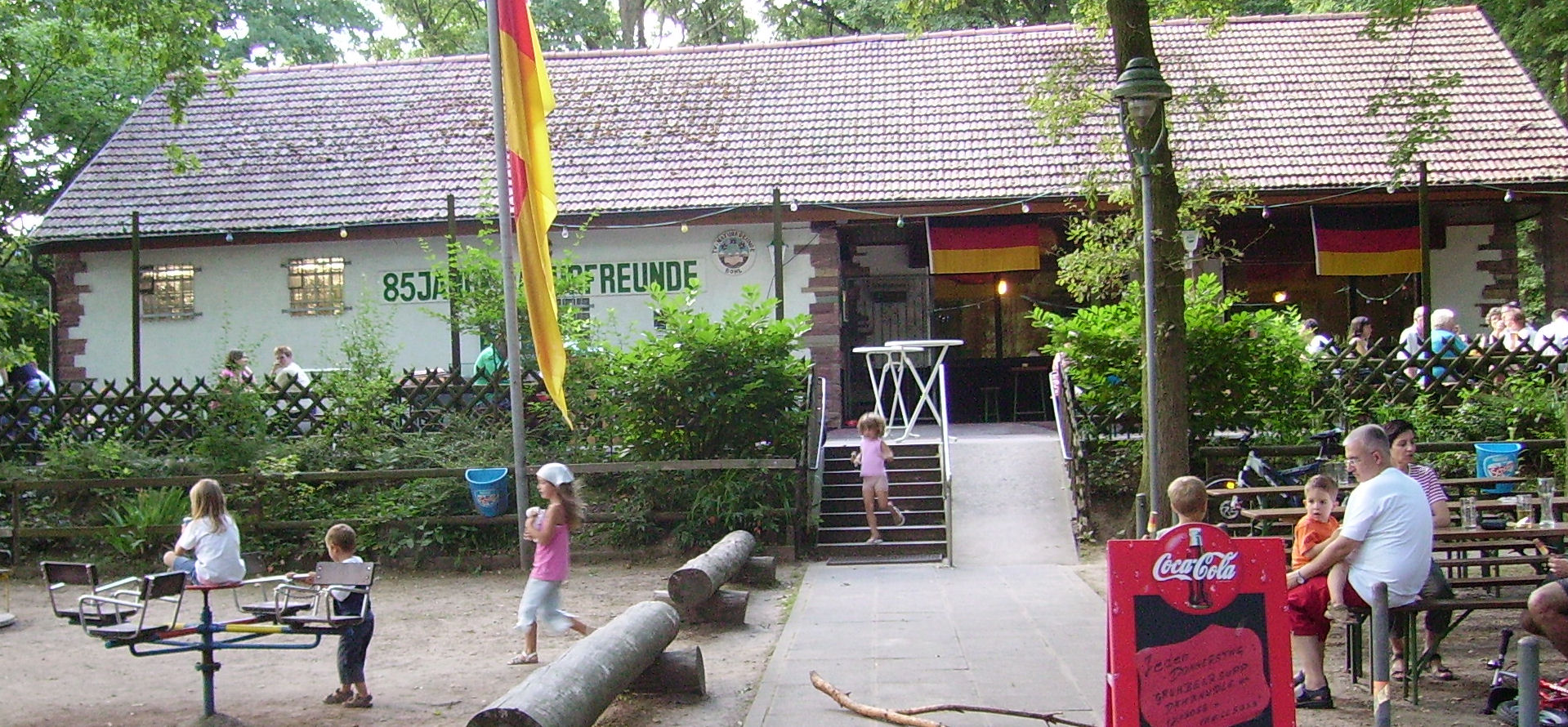
Naturfreundehaus Böhl

Südlich des Siedlungsgebiets des Ortsteils Iggelheim befindet sich ein Wochenendgebiet, an das sich ein Waldgebiet anschließt. Der Niederwiesenweiher bildet ein Naherholungsgebiet. In beiden Ortsteilen existieren außerdem Naturfreundehäuser.
Durch den Süden der Gemeindegemarkung verlaufen der von Lambrecht nach Speyer führende Palatia-Radweg sowie ein Wanderweg, der mit einem weiß-roten Balken gekennzeichnet ist und stellt die Verbindung mit Kaiserslautern sowie Neustadt an der Weinstraße und Speyer her. Näher am Siedlungsgebiet verläuft ein Wanderweg, der mit einem grün-gelben Kreuz markiert ist und der eine Verbindung mit Oberbexbach sowie Rheingönheim herstellt.

## Persönlichkeiten

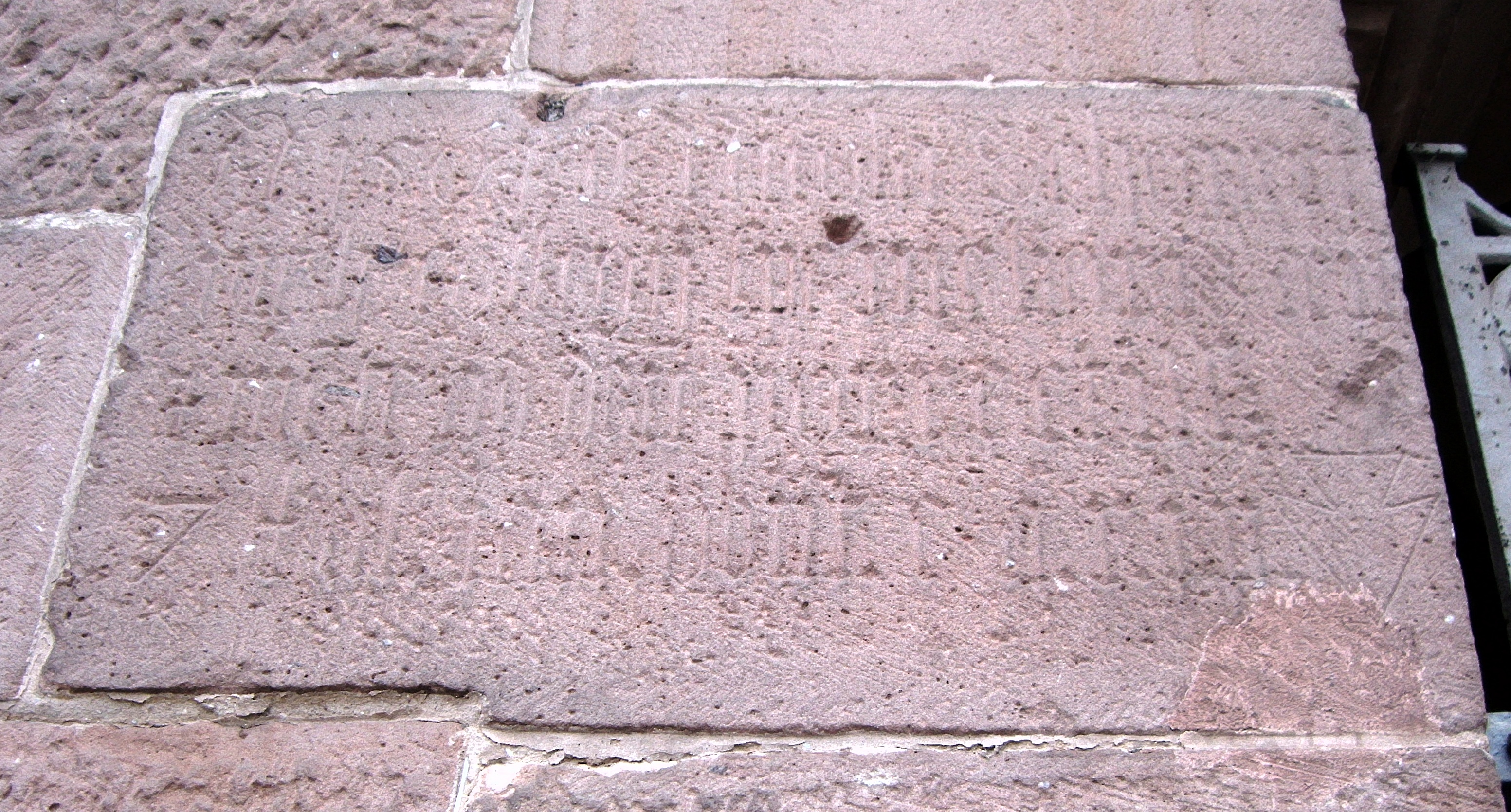
Epitaph von Nikolaus Schöneck (1561), an der Stiftskirche Neustadt

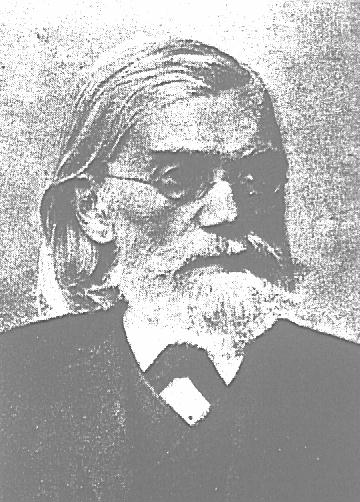
Jakob Heinrich Lützel

### Söhne und Töchter der Gemeinde
- Nikolaus Schöneck (~1500–1561), letzter katholischer Pfarrer von Neustadt an der Weinstraße vor der Reformation
- Justus Siebein (1750–1812), Bayerischer General, Ritter der frz. Ehrenlegion und Kommandeur des Bayerischen Militär-Max-Joseph-Ordens.
- Jakob Heinrich Lützel (1823–1899), Iggelheimer Komponist, Chorleiter, Volksschullehrer und Organist
- Walter Hauck (1910–1991), Konzert- und Opernsänger im Fach des lyrischen Bariton
- Johannes Zehfuß (* 1959), Politiker (CDU)
- Jean-Christophe Cholet (* 1962), französischer Jazzmusiker

### Personen, die vor Ort gewirkt haben
- Gerhard Flämig (1919–2011), Politiker (SPD), starb vor Ort
- Hans Freistadt (* 6. Juli 1945; † 23. Oktober 2019), ehemaliger Box-Weltmeister im Fliegengewicht
- Dieter Gummer (* 1951), Politiker, wuchs vor Ort auf
- Bruno Hain (1954–2024), Mundartdichter, geboren in Ludwigshafen, aufgewachsen in Böhl-Iggelheim
- Johann Valentin Metz (1745–1829), katholischer Priester, erster Dompropst und Generalvikar der 1818 neu errichteten Diözese Speyer; 1786 bis 1803 Pfarrer von Böhl
- Christian Reif (* 24. Oktober 1984), 2010 Europameister im Weitsprung
- Bernd Sauerhöfer, mehrfacher Deutscher und Weltmeister im Hundeschlittenrennen